# Kolarinsaari (ö i Finland, Norra Savolax)
Kolarinsaari är en ö i Finland. Den ligger i sjön Suvasvesi och i kommunen Leppävirta i den ekonomiska regionen  Varkaus ekonomiska region  och landskapet Norra Savolax, i den sydöstra delen av landet, 300 km nordost om huvudstaden Helsingfors. Öns area är 2,69 kvadratkilometer och dess största längd är 2,9 kilometer i nord-sydlig riktning.